# Polystichum emarginatum
Polystichum emarginatum là một loài thực vật có mạch trong họ Dryopteridaceae. Loài này được (Willd.) T. Moore miêu tả khoa học đầu tiên năm 1858.